# Muralhas Reais de Ceuta
As Muralhas Reais de Ceuta (em castelhano:  Murallas Reales de Ceuta) são um conjunto monumental da cidade autónoma de Ceuta, Espanha. A cidade já havia sido murada pelos romanos. No século X foram construídas novas muralhas. Foram reconstruídas no século XVI. No século XVIII um quartel fortificado foi construído próximo a elas, que atualmente é a Pousada Nacional da Muralha.

## História
A cidade já havia sido murada pelos romanos. Abderramão III iniciou a construção de novas muralhas no istmo em 957. Foram finalizadas por Aláqueme II em 962.
Os portugueses ergueram a muralha atual entre 1541 e 1549, juntamente com os baluartes da Bandeira e da Couraça Alta, aproveitando os vestígios antigos. Esse trabalho foi feito por Miguel Arruda e Micer Benedito de Rávena.
Em 1724 Jorge Próspero de Verboom projetou um quartel fortificado próximo às muralhas para alojar quatro batalhões. Em 1966 foi transformado na Pousada Nacional da Muralha.